# Parodontophora minor
Parodontophora minor is een rondwormensoort uit de familie van de Axonolaimidae. De wetenschappelijke naam van de soort is voor het eerst geldig gepubliceerd in 2006 door Gagarin & Thanh.